# Ульссон, Артур
Артур Ульссон (швед. Arthur Olsson; 7 февраля 1926, Турсбю, Вермланд — 12 октября 2013, Råda, Вермланд) — шведский лыжник, призёр чемпионата мира.

## Карьера
На Олимпийских играх 1956 года в Кортина-д’Ампеццо занял 11-е место в гонке на 50 км.
На чемпионате мира 1954 года в команде вместе с Сикстеном Ернбергом, Суне Ларссоном и Пер-Эриком Ларссоном завоевал бронзовую медаль в эстафете.